# 금정구 (1988년 선거구)
금정구는 대한민국의 옛 국회의원 선거구이다. 당시 부산직할시 금정구 일부 지역을 관할했다.

## 역사
1988년 1월, 동래구의 일부 지역이 금정구로 독립했다. 이에 제13대 국회의원 선거를 앞두고 금정구 지역을 관할하는 선거구로 신설되었다.
제15대 국회의원 선거를 앞두고 금정구 선거구가 갑, 을로 분구되면서 폐지되었다.

## 역대 국회의원
| 선거   | 정당 | 정당       | 의원   |
| ------ | ---- | ---------- | ------ |
| 1988년 |      | 민주정의당 | 김진재 |
| 1992년 |      | 민주자유당 | 김진재 |

## 역대 선거 결과

### 대한민국 제13대 국회의원 선거
|  | 47.86% |

|  | 46.63% |

|  | 3.42% |

|  | 2.07% |

### 대한민국 제14대 국회의원 선거
|  | 60.29% |

|  | 17.98% |

|  | 11.91% |

|  | 4.24% |

|  | 2.85% |

|  | 1.51% |

|  | 1.19% |